# Slieve Alp
Slieve Alp är ett berg i republiken Irland.   Det ligger i grevskapet Maigh Eo och provinsen Connacht, i den nordvästra delen av landet, 240 km väster om huvudstaden Dublin. Toppen på Slieve Alp är 330 meter över havet, eller 253 meter över den omgivande terrängen. Bredden vid basen är 3,1 km.
Terrängen runt Slieve Alp är kuperad österut, men västerut är den platt.Runt Slieve Alp är det glesbefolkat, med 9 invånare per kvadratkilometer. Närmaste större samhälle är Bangor Erris, 10,3 km norr om Slieve Alp. Trakten runt Slieve Alp består i huvudsak av gräsmarker.